# Rundfunkjahr 1926

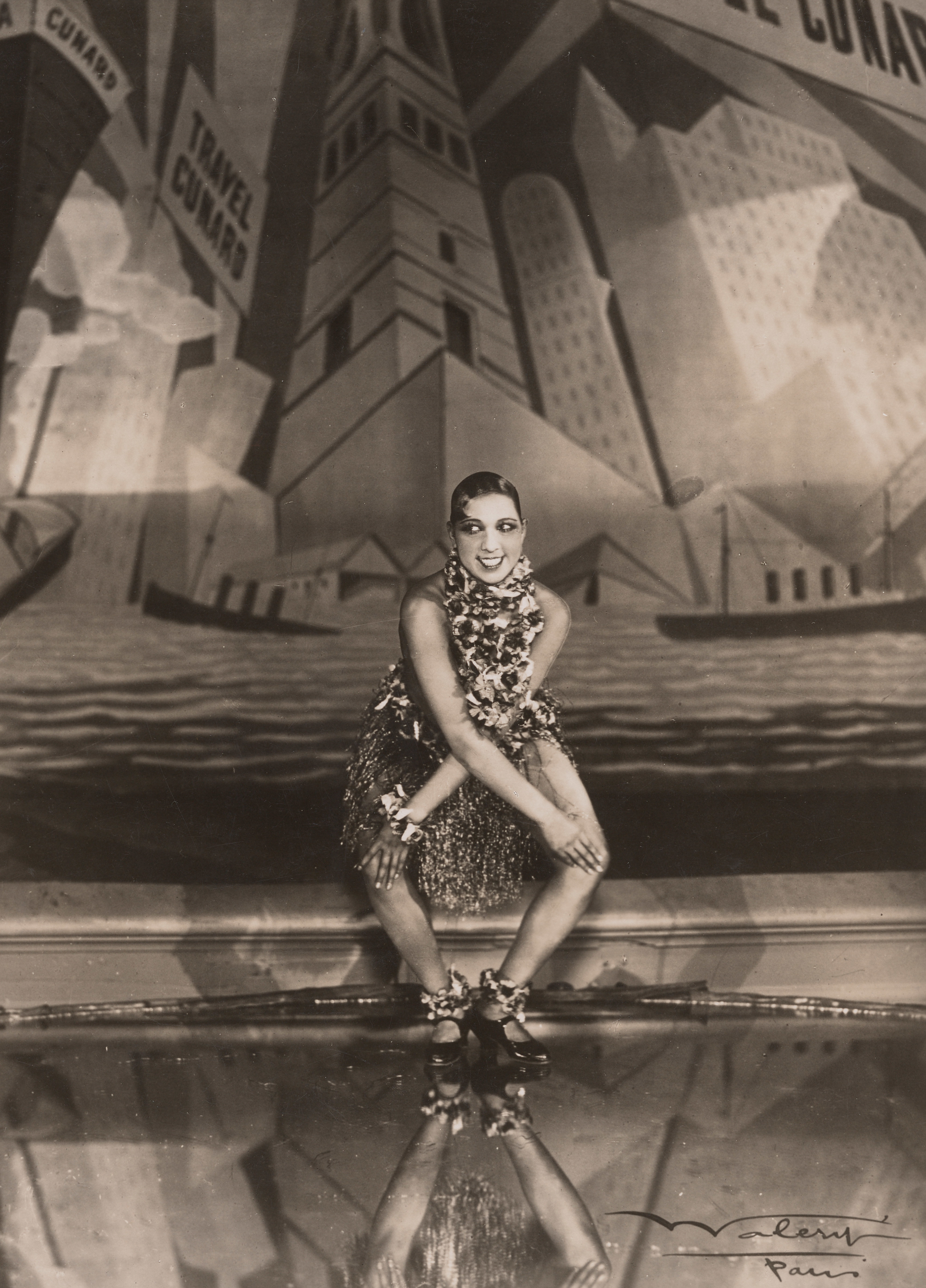
Josephine Baker 1926

Liste der Rundfunkjahre

◄ | 1922 | 1923 | 1924 | 1925 | Rundfunkjahr 1926 | 1927 | 1928 | 1929 | 1930 | ► | ►►

Weitere Ereignisse

## Hörfunk
- 1. Januar – 2RN, die erste Radiostation im Irischen Freistaat, nimmt ihr Programm auf.
- 7. Januar – Die Deutsche Welle GmbH geht auf Sendung.
- 18. April – Mit den Worten: „Halo, halo Polskie Radio Warszawa, fale 480“ („Hallo, Hallo hier ist der Polnische Rundfunk Warschau, Wellenlänge 480“) wird Polskie Radio in Betrieb genommen.

## Fernsehen
- 26. Januar – Erste öffentliche Fernsehvorführung des Schotten John Logie Baird mit seinem „Televisor“ auf Basis der Nipkowschen Scheibe.[1]

## Geboren
- Ruth Mönch, deutsche Hörfunkmoderatorin beim Südwestrundfunk wird in Stuttgart geboren († 2000).
- 6. Januar – Walter Sedlmayr, deutscher Volksschauspieler (Franz Josef Schöninger in der Unterhaltungsserie Polizeiinspektion 1) wird in München geboren († 1990).
- 8. Januar – Dieter Hasselblatt, deutscher Hörspiel- und Rundfunkredakteur wird in Tallinn geboren († 1997).
- 15. Januar – Guido Baumann, schweizerischer Journalist, Quizmaster und Ratefuchs in Was bin ich? wird in Romanshorn geboren († 1992).
- 21. Januar – Truck Branss, deutscher Hörfunk- und Fernsehregisseur (ZDF-Hitparade, Dalli Dalli) wird als Kurt Branss in Berlin geboren († 2005).
- 23. Januar – Friedrich-Wilhelm von Sell, deutscher Fernsehintendant wird in Potsdam geboren († 2014).
- 30. Januar – Ursula Langrock, deutsche Schauspielerin und Hörspielsprecherin wird in Leipzig geboren. Sie wurde u. a. durch die weibliche Hauptrolle an der Seite von René Deltgen in dem Hörspiel-Mehrteiler Paul Temple und der Fall Madison von Francis Durbridge bekannt († 2000).
- 26. Februar – Ernst Grabbe, deutscher Schauspieler wird in Hamburg geboren. Er wurde vor allem durch die zahlreichen Fernsehübertragungen aus dem Hamburger Ohnsorg-Theater bekannt († 2006).
- 9. Mai – Otto Pammer, österreichischer Kameramann und Fernsehproduzent (Seitenblicke) wird in Wien geboren († 2008).
- 17. Mai – Karl Lieffen, deutscher Schauspieler, zahlreiche Fernsehrollen u. a. Derrick, Der Alte, Der ganz normale Wahnsinn wird als Karel Frantisek Lifka in Ossegg geboren († 1999).
- 15. Juni – Roland H. Wiegenstein, deutscher freier Publizist und Hörspielregisseur wird in Bochum geboren.
- 30. Juni – Peter Alexander, österreichischer Sänger, Schauspieler, Entertainer und Showmaster wird als Peter Alexander Ferdinand Maximilian Neumayer in Wien geboren († 2011).
- 6. Juli – Margit Humer-Seeber, österreichische Schauspielerin und Radiomoderatorin (Radio Tirol) wird geboren († 2008).
- 21. Juli – Paul Burke, US-amerikanischer Schauspieler wird in New Orleans geboren († 2009).
- 27. Juli – Margret Dünser, österreichische Journalistin (zahlreiche Interviews für die ZDF-Sendung V.I.P. Schaukel, 1971–1980) († 1980).
- 21. Oktober – Leo Kirch, deutscher Medienunternehmer wird in Volkach geboren († 2011).
- 31. Oktober – Jimmy Savile, britischer Moderator und Entertainer wird in Leeds geboren († 2011).
- 15. November – Helmut Fischer, deutscher Schauspieler wird in München geboren. Fischer wurde einem breiten Publikum durch zahlreiche Fernsehrollen, vor allem aber durch die Rolle des Franz Münchinger in der Fernsehserie Monaco Franze bekannt († 1997).